# Vêtements de grossesse
Les vêtements de grossesse sont portés par des femmes de certaines cultures afin d'adapter leur style vestimentaire à la forme du corps modifié par la grossesse.

## Histoire

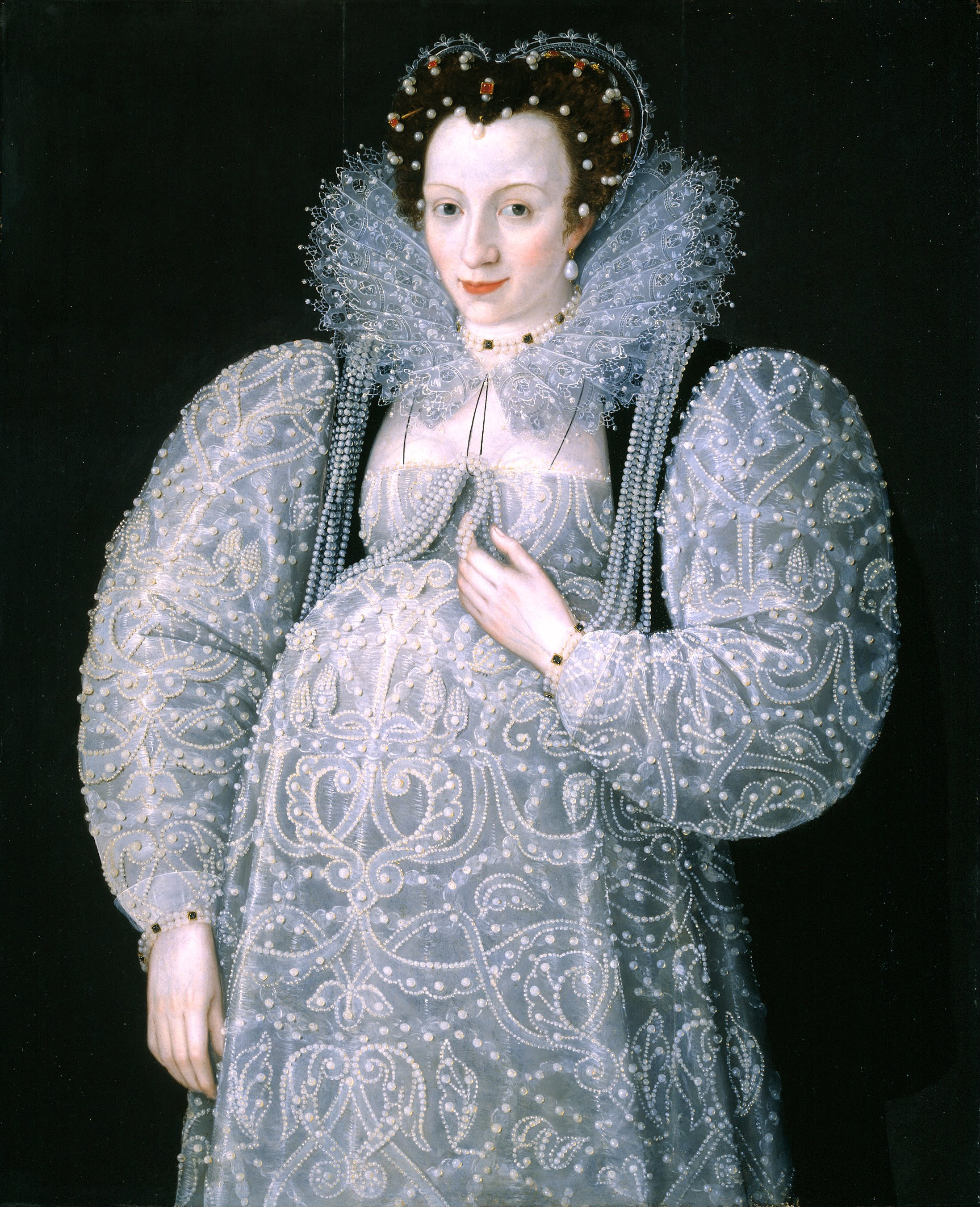
Une robe sans taille adaptée pour une femme enceinte en Angleterre à la fin du XVIe siècle.

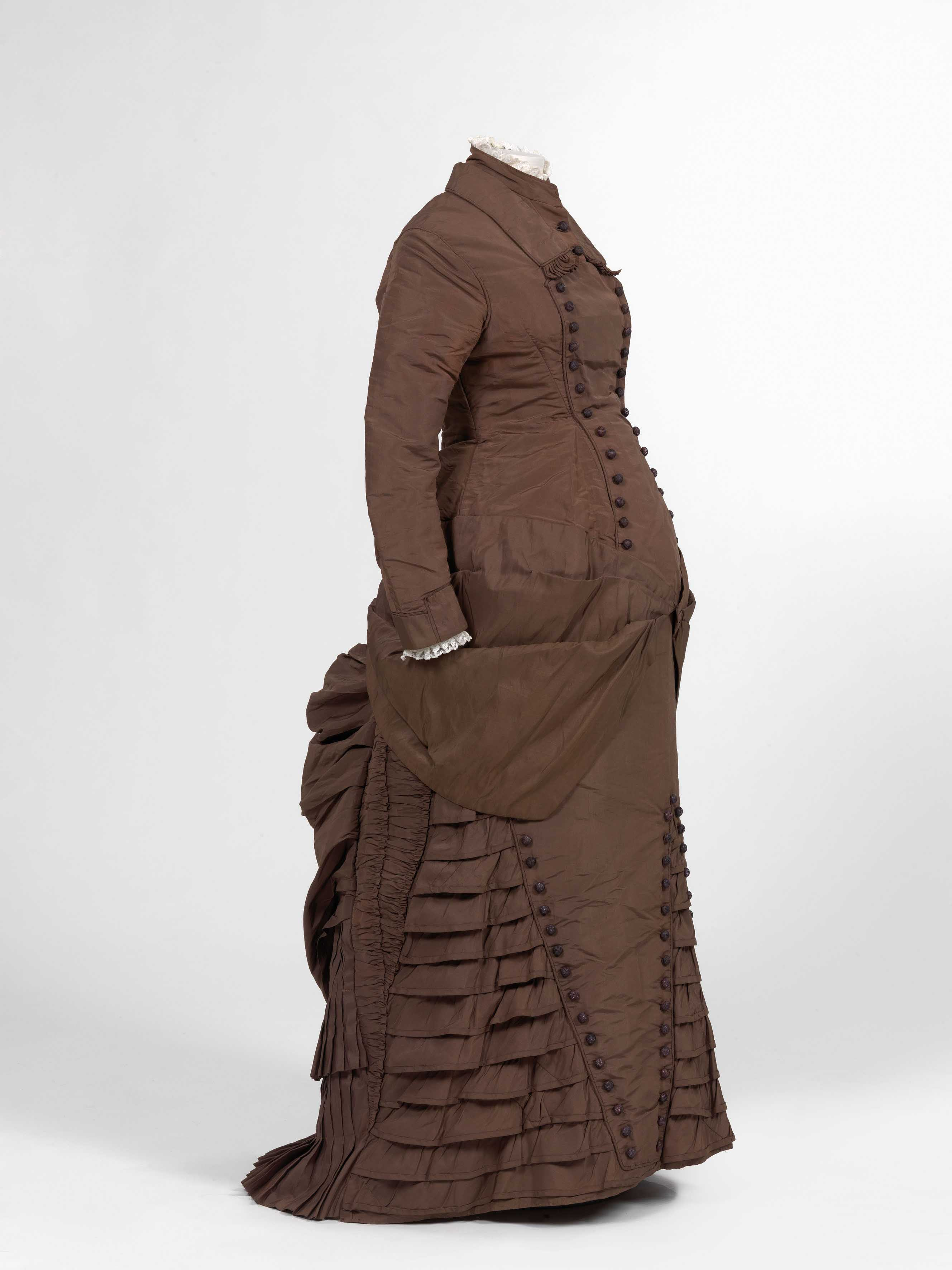
Robe de maternité (ca. 1880).

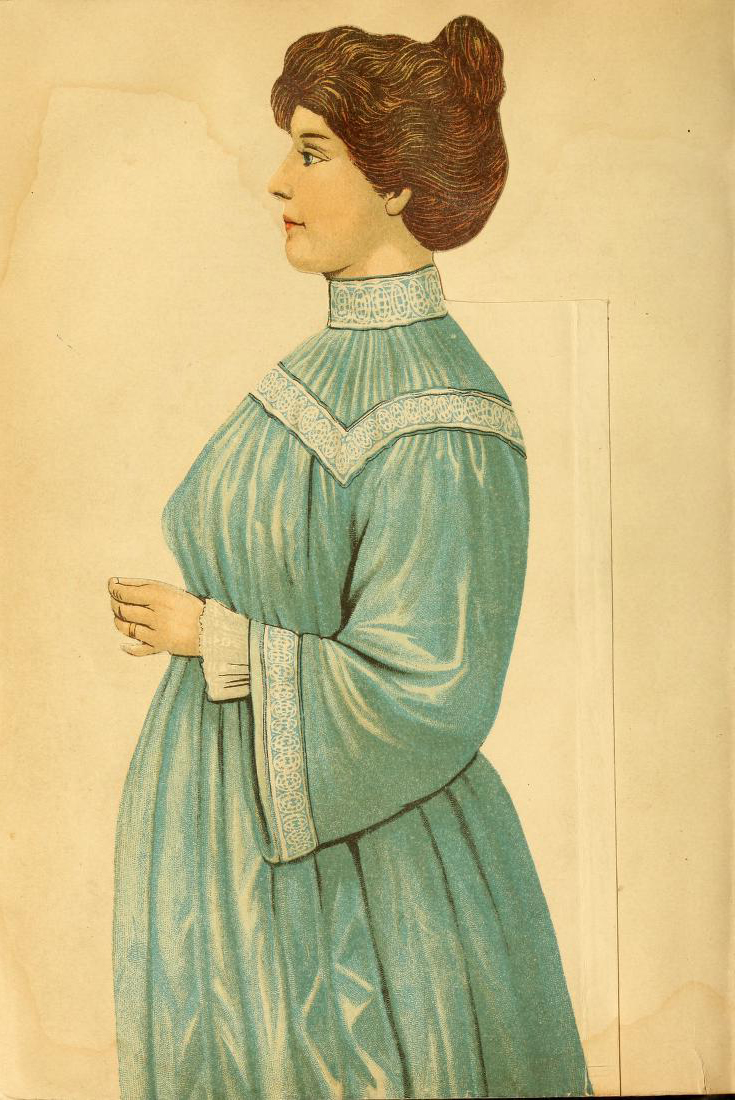
Robe de maternité (c. 1905).

Les robes n'était pas adaptées à la forme du corps avant le Moyen Âge[réf. souhaitée]. Au cours de la période baroque (XVIe et XVIIe siècles), une robe sans taille adaptée pour les femmes enceintes et nommée Adrienne, est relativement populaire. À l'époque, plusieurs femmes enceintes portaient des gilets d'hommes. Des années 1790 aux années 1820, la robe style Empire est popularisée par Joséphine de Beauharnais, première femme de Napoléon. Au cours des années 1960, cette robe redeviendra à la mode pour plusieurs années chez les femmes enceintes.

### Ère victorienne
Lors de l'époque victorienne, les femmes sont souvent enceintes, donnant naissance en moyenne à huit enfants. Un accessoire vestimentaire appelé wrapper, porté par les femmes à la maison, était particulièrement bien adapté pour la grossesse car il était enroulé autour du corps et permettait ainsi une grande variété d'ajustements. Les corsets étaient également à la mode et les femmes enceintes pouvaient bénéficier d'un modèle adapté,.

### 1900 à nos jours
Le premier vêtement commercial prêt-à-porter pour femmes enceintes a été vendu aux États-Unis par Lane Bryant au cours des années 1900. Bryant vendait un shirtwaist (en) ajustable à la taille avec des drawstring (en), ainsi que des robes ajustables,.
En 1937, Page Boy brevette une jupe ajustée à l'abdomen. Leurs vêtements sont popularisés par des personnalités telles Lucille Ball,, Jacqueline Kennedy-Onassis et Elizabeth Taylor.
Des pantalons avec une taille ajustable deviennent beaucoup plus accessibles à partir des années 1950.
Depuis, de nombreuses marques de prêt-à-porter ont développé un rayon maternité et de nouvelles marques spécialisées ont vu le jour.

## Aspects culturels

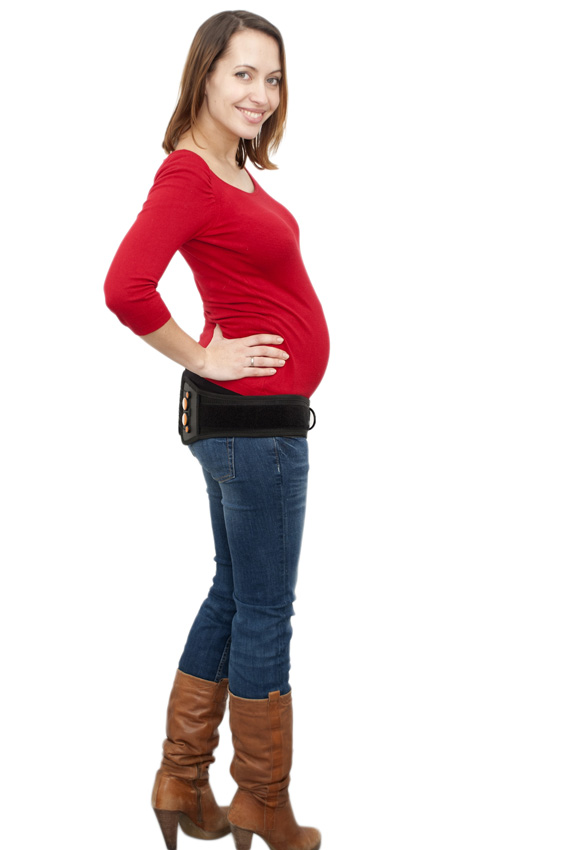
Accoutrements vestimentaires ne tentant pas de dissimuler le "petit bedon".